# Кангранде I дела Скала
Вижте пояснителната страница за други личности с името Кангранде дела Скала.
Франческо дела Скала, наричан Кангранде I дела Скала (на италиански: Francesco della Scala, Can Francesco della Scala, Cangrande I della Scala, * 9 март 1291 във Верона, † 18 юли 1329 в Тревизо) от род Скалиджери е господар на Верона от 1308 до 1329 г.

## Произход
Той е третият син на Алберто I дела Скала († 1301) и съпругата му Верде ди Салицоле (1241–1306).

## Биография
Кангранде става през 1308 г. сърегент на Верона заедно с по-големия му брат Албоино I делла Скала. Крал Хайнрих VII назначава Албоино и Кангранде през март 1311 г. заедно за имперски викари на Верона.
През 1311 г. Кангранде наследява брат си Албоино I делла Скала и назначава сина му Алберто II делла Скала за сърегент.
Кангранде е прочут войник, покровител (патрон) на Данте, Петрарка и Джото. Той завоюва градовете Виченца, Падуа (1328), Тревизо и други. През 1318 г. ломбардският тайен съюз на Гибелините го избира за генералкапитан.
Кангранде се жени през 1308 г. за Джована ди Свевия († 29 декември 1352), дъщеря на Корадо ди Антиохия (Хоенщауфен) и сестра на вдовицата на умрелия му през 1304 г. брат Бартоломео. Двамата нямат наследници.